# مانون بولگراف
مانون بولگراف (هلندی: Manon Bollegraf؛ زادهٔ ۱۰ آوریل ۱۹۶۴) یک تنیس‌باز اهل هلند است.